# Alebroides vicarius
Alebroides vicarius är en insektsart som beskrevs av Irena Dworakowska 1997. Alebroides vicarius ingår i släktet Alebroides och familjen dvärgstritar. Inga underarter finns listade i Catalogue of Life.